# Fermatsches Prinzip

Analogie zum Fermatschen Prinzip: Wie erreicht der Rettungsschwimmer den Ertrinkenden am schnellsten?

Der rote Weg besitzt die kürzeste Laufzeit t. Die Geschwindigkeit am Strand beträgt und im Wasser.

Das Fermatsche Prinzip (nach Pierre de Fermat) besagt, dass Licht in einem Medium zwischen zwei Punkten Wege nimmt, auf denen seine Laufzeit sich bei kleinen Variationen des Weges nicht ändert, also stationär ist.  Es wird auch Prinzip des extremalen optischen Weges oder Prinzip der extremalen Laufzeit genannt, weil die optische Weglänge meist ein Extremum annimmt (sie kann aber auch einen Sattelpunkt annehmen). Die Ursache liegt in der Wellennatur des Lichts und der damit verbundenen Interferenz. Auf nicht stationären Wegen variiert die Weglänge stark bei kleinen Variationen des Weges, die Interferenz ist folglich destruktiv.
Aus dem Fermatschen Prinzip lassen sich das snelliussche Brechungsgesetz und das Reflexionsgesetz herleiten. Außerdem ergibt sich, dass Lichtstrahlen in jedem homogenen Medium gerade verlaufen. Dies leistet auch das Huygenssche Prinzip, das die lokale Variante des Fermatschen Prinzips darstellt.

## Ein verwandtes Beispiel
Die Herleitung des Brechungsgesetzes aus dem Fermatschen Prinzip ist verwandt mit der Frage, welchen Weg ein Rettungsschwimmer nehmen sollte, der jemanden aus dem Wasser retten will. Ziel ist es natürlich, dem Ertrinkenden möglichst schnell zu Hilfe zu kommen. Dazu läuft der Rettungsschwimmer schnell am Strand auf einen Punkt zu, von dem aus der Weg durch das Wasser kurz ist, da er sich dort nur langsam fortbewegen kann. Läuft er aber zu weit, dann wird der Anteil des Weges im Wasser kaum noch kürzer, aber die Strecke an Land deutlich länger. Im Allgemeinen ist der schnellste Weg nicht der kürzeste („Luftlinie“).
Der Rettungsschwimmer muss aber nicht lange überlegen, denn wenn er den optimalen Punkt knapp verfehlt, ist die Zeit kaum länger, direkt am optimalen Punkt ändert sich die Zeit bei einer kleinen Variation gar nicht. Diese Unempfindlichkeit gegenüber kleinen Variationen ist eine Besonderheit des schnellsten Wegs. Sie ist der Kern des Fermatschen Prinzips.

## Herleitung des Brechungsgesetzes

Diagramm zur Herleitung des Snelliusschen Brechungsgesetzes aus dem Fermatschen Prinzip

Aus dem Fermatschen Prinzip lässt sich das Brechungsgesetz von Snellius herleiten:
In der Abbildung rechts legt der Lichtstrahl den Weg von links oben {\displaystyle A=(0,a+b)}
über {\displaystyle P=(x,b)} nach rechts unten {\displaystyle B=(d,0)} zurück.
Im oberen Medium sei die Lichtgeschwindigkeit {\displaystyle c_{1}} und im unteren Teil {\displaystyle c_{2}}.
Damit ergibt sich für die Laufzeit t in Abhängigkeit von der x-Position des Punktes P:
{\displaystyle t(x)=t_{1}+t_{2}={\frac {l_{1}}{c_{1}}}+{\frac {l_{2}}{c_{2}}}={\frac {\sqrt {x^{2}+a^{2}}}{c_{1}}}+{\frac {\sqrt {(d-x)^{2}+b^{2}}}{c_{2}}}}
Nach dem Fermatschen Prinzip nimmt das Licht den Weg mit einer extremalen Laufzeit. Durch Ableiten nach {\displaystyle x} finden wir die Extremalwerte von {\displaystyle t}.
{\displaystyle 0\;{\stackrel {!}{=}}\;{\frac {dt}{dx}}={\frac {1}{c_{1}}}{\frac {1}{2}}{\frac {1}{\sqrt {x^{2}+a^{2}}}}2x+{\frac {1}{c_{2}}}{\frac {1}{2}}{\frac {1}{\sqrt {(d-x)^{2}+b^{2}}}}2(d-x)(-1)}
{\displaystyle \Leftrightarrow 0={\frac {1}{c_{1}}}{\frac {x}{\sqrt {x^{2}+a^{2}}}}-{\frac {1}{c_{2}}}{\frac {d-x}{\sqrt {(d-x)^{2}+b^{2}}}}}
{\displaystyle \Leftrightarrow 0={\frac {1}{c_{1}}}{\frac {x}{l_{1}}}-{\frac {1}{c_{2}}}{\frac {d-x}{l_{2}}}}
Es ist {\displaystyle \sin \alpha ={\frac {x}{l_{1}}}} und {\displaystyle \sin \beta ={\frac {d-x}{l_{2}}}}. Damit folgt:
{\displaystyle \Leftrightarrow 0={\frac {1}{c_{1}}}\sin {\alpha }-{\frac {1}{c_{2}}}\sin {\beta }}
{\displaystyle \Leftrightarrow {\frac {\sin {\alpha }}{\sin {\beta }}}={\frac {c_{1}}{c_{2}}}}
Es fehlt noch der Beweis, dass es die minimale Laufzeit ist.
Lichtstrahlen folgen diesem Brechungsgesetz, weil es der schnellste Weg von {\displaystyle A} nach {\displaystyle B} ist.
Es stellt sich die berechtigte Frage, woher das Licht im Voraus weiß, welches der schnellste Weg ist.
Die Quantenmechanik liefert darauf folgende Antwort:
Es probiert sie alle aus, und zwar gleichzeitig.
Vereinfacht kann man sagen, die Beiträge aller Alternativ-Wege löschen sich durch inkohärente Überlagerung aus.

## Herleitung des Reflexionsgesetzes

Diagramm zur Herleitung des Reflexionsgesetzes aus dem Fermatschen Prinzip

Ebenso wie das Brechungsgesetz lässt sich auch das Reflexionsgesetz mit Hilfe des Fermatschen Prinzips herleiten.
In der Abbildung rechts legt der Lichtstrahl den Weg von links {\displaystyle A=(0,a)} nach rechts {\displaystyle B=(d,b)} zurück und wird dabei in {\displaystyle P=(x,0)} am Spiegel reflektiert. Da der Strahl in einem (homogenen) Medium bleibt, gilt immer die gleiche Lichtgeschwindigkeit {\displaystyle c}.
Damit ergibt sich für die Laufzeit t in Abhängigkeit von der x-Position des Punktes P:
{\displaystyle t(x)=t_{1}+t_{2}={\frac {l_{1}}{c}}+{\frac {l_{2}}{c}}={\frac {\sqrt {x^{2}+a^{2}}}{c}}+{\frac {\sqrt {(d-x)^{2}+b^{2}}}{c}}}
Nach dem Fermatschen Prinzip nimmt das Licht den Weg mit einer extremalen Laufzeit. Durch Ableiten nach {\displaystyle x} finden wir die Extremalwerte von {\displaystyle t}.
{\displaystyle 0\;{\stackrel {!}{=}}\;{\frac {dt}{dx}}={\frac {1}{c}}{\frac {1}{2}}{\frac {1}{\sqrt {x^{2}+a^{2}}}}2x+{\frac {1}{c}}{\frac {1}{2}}{\frac {1}{\sqrt {(d-x)^{2}+b^{2}}}}2(d-x)(-1)}
Durch das Multiplizieren beider Seiten mit {\displaystyle c} erhält man:
{\displaystyle \Leftrightarrow 0={\frac {x}{\sqrt {x^{2}+a^{2}}}}-{\frac {d-x}{\sqrt {(d-x)^{2}+b^{2}}}}}
{\displaystyle \Leftrightarrow 0={\frac {x}{l_{1}}}-{\frac {d-x}{l_{2}}}}
Es ist {\displaystyle \sin \alpha ={\frac {x}{l_{1}}}} und {\displaystyle \sin \beta ={\frac {d-x}{l_{2}}}}. Damit folgt:
{\displaystyle \Leftrightarrow \ 0=\sin {\alpha }-\sin {\beta }\Leftrightarrow \ \sin {\alpha }=\sin {\beta }}
Weil {\displaystyle \alpha } und {\displaystyle \beta } zwei Winkel im Intervall {\displaystyle [-{\tfrac {\pi }{2}},{\tfrac {\pi }{2}}]} sind und der Sinus in diesem Intervall injektiv ist, folgt das Reflexionsgesetz:
{\displaystyle \alpha =\beta }
Es fehlt noch der Beweis, dass es die minimale Laufzeit ist.
Lichtstrahlen folgen diesem Reflexionsgesetz, weil es der schnellste Weg von {\displaystyle A} nach {\displaystyle B} ist.
Die Herleitung des Reflexionsgesetzes folgt aus der des Brechungsgesetzes, wenn man beachtet, dass sich die Dreiecke „rechts unten“ (mit {\displaystyle B} und {\displaystyle P}) in den Diagrammen entsprechen.
Aus {\displaystyle {\frac {\sin {\alpha }}{\sin {\beta }}}={\frac {c_{1}}{c_{2}}}} mit {\displaystyle c_{1}=c_{2}} folgt direkt {\displaystyle {\frac {\sin {\alpha }}{\sin {\beta }}}=1} und {\displaystyle \alpha =\beta }.

## Allgemeine mathematische Formulierung

Die Cornu-Spirale illustriert das Beugungsintegral, das dem Fermatschen Prinzip zugrunde liegt.

Mathematisch beschrieben, durchläuft das Licht in einem Medium mit dem Brechungsindex {\displaystyle n(x)} von allen möglichen Bahnen {\displaystyle X^{t}\colon t\mapsto x(t)=\left(ct,{\vec {x}}(t)\right)} zwischen zwei Punkten {\displaystyle x(t_{1})} und {\displaystyle x(t_{2})} genau die Bahn, auf der die Laufzeit
{\displaystyle {\begin{aligned}t[X]&={\frac {1}{c}}\,\int _{t_{1}}^{t_{2}}n\left(X^{t}\right)\,{\sqrt {\left({\frac {\mathrm {d} X^{t}}{\mathrm {d} t}}\right)^{2}}}\,\mathrm {d} t\\&={\frac {1}{c}}\,\int _{t_{1}}^{t_{2}}n\left(x(t)\right)\,{\sqrt {c^{2}+\left({\frac {\mathrm {d} x(t)}{\mathrm {d} t}}\right)^{2}}}\,\mathrm {d} t\end{aligned}}}
stationär ist. Die Größe {\displaystyle t} ist die Lichtlaufzeit zwischen beiden Punkten. Dies entspricht dem Hamiltonschen Prinzip der stationären Wirkung.

Das Fermatsche Prinzip am Beispiel einer Ellipse

Meist ist die Lichtlaufzeit ein Minimum, das heißt: Jede kleine Änderung der Bahn vergrößert die Laufzeit. Dies muss aber nicht immer so sein, wie die rechte Abbildung zeigt.
Für eine Bahn zwischen den zwei Brennpunkten {\displaystyle S} und {\displaystyle P} einer Ellipse sind drei mögliche Fälle eingezeichnet. Für eine beliebige Oberfläche am Rand dieser Ellipse gilt:
1. Bei Reflexion an einer Fläche mit einer geringeren Krümmung als jene der Ellipsoidfläche ist die Laufzeit minimal.
2. Bei Reflexion an der Ellipsoidfläche sind alle Punkte auf der Fläche gleichwertig: Bei Verschieben des Reflexionspunkts auf der Ellipsoidfläche ändert sich die Laufzeit nicht.
3. Bei Reflexion an einer Fläche mit einer größeren Krümmung als jene der Ellipsoidfläche ist die Laufdauer, verglichen mit benachbarten Reflexionspunkten auf dieser Fläche, maximal.
4. Es gibt auch Mischungen des ersten und dritten Falles: Nehmen wir (im zweidimensionalen Bild) in der linken Bildhälfte die Tangente an den oberen Scheitelpunkt der Ellipse, gefolgt von einem im Innern der Ellipse befindlichen Halbkreisbogen, so ist die Reflexion an dem Übergangspunkt zwischen Tangente und Kreis ein Sattelpunkt der Weglänge; sie wird nach links größer, nach rechts kleiner, ist aber trotzdem bei diesem Punkt stationär (würde man die Weglänge als Graph über der x-Achse zeichnen, hätte dieser einen Sattelpunkt).

## Das Fermatsche Prinzip in einem inhomogenen Medium
In einem inhomogenen Medium mit ortsabhängigem Brechungsindex durchläuft das Licht gekrümmte Bahnen. Daher erscheint zum Beispiel die untergehende Sonne abgeflacht, denn die Lichtstrahlen vom oberen Rand der Sonne werden weniger gebrochen als die vom unteren Rand.
Das Phänomen der Fata Morgana hat seine Ursache ebenfalls in einem optisch inhomogenen Medium. Über heißem Boden, etwa einer sonnenbeschienenen Straße, bildet sich eine heiße Luftschicht, deren Brechungsindex geringer ist als die der kühleren Luft darüber. Die Lichtstrahlen, die flach auf die heiße Luftschicht treffen, werden nach oben zurück reflektiert.
Johann I Bernoulli wandte 1696 das Fermatsche Prinzip auf ein optisches Medium mit veränderlichem Brechungsindex an, um die Form der Brachistochrone zu ermitteln, und begründete damit die Variationsrechnung.